# Christoph Aschmoneit
Christoph Aschmoneit (* 17. März 1901 in Beeskow, Provinz Brandenburg; † 14. Februar 1984 in Kiel) war ein deutscher Schiffbauingenieur. Nach dem Zweiten Weltkrieg gehörte er zu den führenden deutschen U-Boot-Experten.

## Vom Haff zum Meer
Als Sohn von Franz Aschmoneit († 1930) und seiner Frau Ida geb. Mahlkow wuchs Aschmoneit in Labiau am Kurischen Haff auf. Sein Vater leitete dort das Wasserbauamt. Die Dienstwohnung lag auf dem Bauhof, der einer Staatswerft ähnelte. Als Unterprimaner diente er 1919 freiwillig im 1. Ostpreußischen Feld-Artillerie-Regiment Nr. 16. Nach dem Abitur im März 1921 arbeitete er ein Jahr auf einer Werft in Königsberg i. Pr. Zugleich immatrikulierte er sich an der Albertus-Universität Königsberg, um im väterlichen Corps Littuania aktiv werden zu können. Er wechselte nach einem weiteren Mathematiksemester als Inaktiver zum Wintersemester 1922/23 an die Technische Hochschule Danzig und studierte Schiffbau.

### Reichsmarine
Nach der 1928 mit Auszeichnung bestandenen Diplomprüfung bewarb er sich bei der Reichsmarine um die Aufnahme in die Beamtenlaufbahn. Trotz seines eigentlich zu hohen Alters und trotz des Überangebots wurde er angenommen. Nach der Grundausbildung bei der II. Marineartillerieabteilung in Wilhelmshaven fuhr er auf dem Linienschiff Schleswig-Holstein und ab 1929 auf dem Segelschulschiff Niobe. Die anschließende Beamtenausbildung auf der Kriegsmarinewerft Wilhelmshaven beendete er mit der II. Staatsprüfung. Am 29. Juli 1932 wurde er zum Regierungsbaumeister ernannt. Anschließend arbeitete er auf der Werft in Wilhelmshaven und im Arsenal Kiel. Im Februar 1933 kam er auf den ersten Unterseebootslehrgang der Reichsmarine an der Marineschule Mürwik. Die Fahrausbildung erfolgte in Turku, wo das nach IvS-Plänen gebaute U-Boot CV 707 erprobt wurde. Die Besatzung bestand nur aus acht Offizieren und zwei Marinebaubeamten. Da keine Mannschaften an Bord waren, musste jeder alles machen. Der Kommandant und der Leitende Ingenieur waren frühere U-Boot-Offiziere der Kaiserlichen Marine. Aschmoneit sah in dieser „außergewöhnlichen, aber sehr genialen Maßnahme“ der Marineleitung eine wesentliche Erklärung für den raschen Aufbau der U-Boot-Waffe der Kriegsmarine. Da das Deutsche Reich nach dem Versailler Vertrag keine U-Boote besitzen und konstruieren durfte, unterhielten deutsche Werften mit Unterstützung des Reiches das Ingenieurskantoor voor Scheepsbouw (kurz IvS) in den Niederlanden. Das Boot wurde von der  Finnischen Marine in Turku gebaut und als Vesikko in Dienst gestellt. Das Boot gilt als Prototyp des deutschen Typ-II-U-Bootes. Im Oktober 1933 zur Marineleitung versetzt, untersuchte Aschmoneit das damals akute, bis dahin aber stiefmütterlich behandelte Problem des Infraschalls.

### Kriegsmarine
Seit dem 1. April 1935 war Aschmoneit Marinebaurat. Drei Tage nach Gründung der Kriegsmarine kam er zum Erprobungsausschuss für Schiffe, dem späteren U-Boot-Abnahmekommando. Im Rückblick empfand er diesen Posten als besonders befriedigend, weil technische Unvollkommenheiten aufgedeckt und persönliche Beziehungen zu den ersten Ubootsoldaten ermöglicht wurden – „was seinen praktischen Wert durch Jahrzehnte bewiesen hat“.
Am 1. Oktober 1938 wurde er zum Konstruktionsamt der Marineleitung in Berlin versetzt. Dort war Aschmoneit Referent bei dem führenden deutschen U-Boot-Konstrukteur Friedrich Schürer. Er arbeitete an der Konstruktion der U-Boot-Klasse XI mit. Dieses wurde bei Ausbruch des Weltkrieges aufgegeben. Den Konstrukteur interessierte ein neuartiges Schnorchelsystem, das die niederländische Koninklijke Marine in ihren U-Booten der O-19-Klasse einsetzte, das getrimd diesel systeem. Dieses ermöglichte die Luftversorgung der Dieselmotoren im getauchten Zustand, so dass die Akkumulatoren auch unter Wasser aufgeladen werden konnten. Als die Niederlande 1940 im Westfeldzug von der Wehrmacht besetzt wurden, fielen die Bauzeichnungen in deutsche Hände. Heute werden sie im Archiv des Deutschen U-Boot-Museums in Cuxhaven verwahrt.
Als Ministerialrat und Abteilungsleiter folgte er 1943 Friedrich Schürer im Amt. Unter seiner Leitung entstand der Seehund (Typ 122). Nachdem die U-Boot-Entwicklung auf das Reichsministerium für Bewaffnung und Munition unter Otto Merker überging, hatte Aschmoneit in der U-Bootkommission nur noch beratende Stimme. Gegen Kriegsende leitete er persönlich die Tieftauchprobe eines XXIer Bootes. Dass er Seekriegserfahrungen unbürokratisch und rasch berücksichtigen konnte, dankten ihm die U-Boot-Fahrer und Karl Dönitz.

## Neuanfang
In der Nachkriegszeit war Aschmoneit bis zum 19. Dezember 1945 für das von den Alliierten installierte Information Office for Naval Construction tätig. Anschließend war er  auf dem Gelände der vormaligen Kriegsmarinewerft in Wilhelmshaven tätig. Als Gruppenleiter für Angelegenheiten des technischen Personals hatte er sich eingehend mit Beamtenrecht und Arbeitsrecht zu befassen, was ihm in der zivilen Verwaltung bald zugutekam. Ohne erkennbare Rechtsgrundlage wurde das Dienstverhältnis am 8. November 1946 beendigt.

### Koblenz und Kiel
Unmittelbar danach wurde er im Auftrag des Oberregierungspräsidiums Pfalz in eine Behörde einberufen, die – überwiegend mit ehemaligen Marineangehörigen besetzt – den Rhein wieder schiffbar machen, die vielen Wracks beseitigen und 700 beschädigte Schiffe wiederherstellen sollte. Unter Aschmoneits Leitung wurde der Eisbrecher
Nobiling gebaut. Als die Behördenaufgabe auslief, wurde er als maschinentechnischer Dezernent zur rheinland-pfälzischen Wasserstrassendirektion in Koblenz versetzt. Beim Übergang der Wasserstraßenverwaltung von den Ländern auf den Bund wurde er Vorstand des neuen Wasserstraßen-Maschinenamts in Koblenz. Am 1. September 1954 wurde er, wiederum als maschinentechnischer Dezernent, zur Wasser- und Schifffahrtsdirektion Nord in Kiel versetzt. Zum 31. Dezember 1957 schied er aus dem Verkehrswesen aus.

### Bonn
1950 hatte das Amt Blank Aschmoneit und Ulrich Gabler um Vorschläge zur U-Boot-Waffe der künftigen Bundesmarine gebeten. Ihr Gutachten war die Grundlage der später vom Bundesverteidigungsministerium gestellten Forderungen.  Am 1. Januar 1958 trat Aschmoneit als Leitender Regierungsdirektor in die Bundeswehrverwaltung über. Trotz einer Entwicklungslücke von 15 Jahren und ohne die geringsten organisatorischen und personellen Voraussetzungen hatte sich die Bundesrepublik Deutschland gegenüber ihren Verbündeten auf den Bau und Betrieb von 24 (später 30) U-Booten verpflichtet. Alle planerische Arbeit lag bei Aschmoneit. Zu bewältigen war diese Aufgabe nur, „wenn man sich vom Text bestehender Verwaltungsvorschriften frei machte“. Da es kein Konstruktionsamt und keine Marinewerften mehr gab, wurde der U-Boot-Bau in privatwirtschaftliche Hände gegeben. Die Bundeswehrverwaltung legte lediglich die Aufgaben und Ziele fest. Für die Instandhaltung fertiger Boote wurden zwei Arsenale eingerichtet. In Zusammenarbeit mit dem Ingenieurkontor Lübeck konzipierte Aschmoneit die U-Boot-Klasse 201 und die U-Boot-Klasse 205. Gebaut wurden sie ab 1960 von den Howaldtswerken in Kiel.
Neben der Planung von Neubauten wurden gesunkene U-Boote gehoben und wieder einsatzfähig gemacht: Hai und Hecht der U-Boot-Klasse XXIII und ein Boot der U-Boot-Klasse XXI, das über gut 20 Jahre als Wilhelm Bauer mit einer Zivilbesatzung fuhr und heute im Deutschen Schifffahrtsmuseum liegt.

### Norwegische Marine
Anfang der 1960er Jahre musste die Königlich Norwegische Marine ihre noch aus dem Krieg stammenden U-Boote deutscher und britischer Bauart ersetzen. Sie entschied sich für eine Variante des deutschen Typs 205. Zunächst wurde ihr U 3 ausgeliehen. Zur Erprobung fuhr es ein Jahr als Kobben unter norwegischer Flagge. Beim Ingenieurkontor Lübeck bestellte dann die Norwegische Marine mit deutscher Amtshilfe die Konstruktion eines Bootes, das der Klasse 205 ähnelte, aber ferritisch gebaut war und deshalb tiefer tauchen konnte. Der Bau von 15 Booten wurde an die Rheinstahl vergeben. Für diese Aufgabe wurde Aschmoneit der Norwegischen Marine zugestellt und sorgte für die rasche Lösung der vertraglichen und technischen Probleme. Um das Projekt abschließen zu können, wurde seine Dienstzeit um ein Jahr verlängert. König Olav V. verlieh ihm den Sankt-Olav-Orden.

### Letzte Jahre
Zuletzt war Aschmoneit noch mit den Planungen der U-Boot-Klasse 206 befasst. Nachdem er 1967 mit 66 Jahren pensioniert worden war, zog er nach Kiel in die Wrangelstraße. Noch acht Jahre beriet er die Howaldtswerke-Deutsche Werft in vertraglichen Fragen. In der Schiffbauindustrie und in der Marine verehrt, starb er einen Monat vor seinem 83. Geburtstag. Er hinterließ seine Wilhelmshavener Frau Liselotte geb. Schwietring, eine Tochter und zwei Söhne. Der eine Sohn wurde Ingenieur, der andere Internist. Für seine Beerdigung hatte Aschmoneit keine Blumen, sondern eine Stiftung für das U-Boot-Ehrenmal Möltenort gewünscht.
In ihrem Nachruf schrieb Schiff & Hafen:

„Er hat niemals – auch nicht unter Druck von oben oder aus Opportunismus – Schönfärberei betrieben oder unrealistische Prognosen über Termine oder technische Sachverhalte abgegeben. So hart er sich für die von ihm zu vertretende Sache einsetzen konnte, so wenig lag es ihm, für die eigene Person Vorteile zu erkämpfen. Karrieredenken war ihm fremd und hat keine seiner Handlungen – noch nicht einmal unterschwellig – beeinflußt.“

## Ehrungen
- Bundesverdienstkreuz 1. Klasse (10. August 1967)
- Sankt-Olav-Orden 1. Klasse
- Band des Corps Albertina Hamburg (1960)[2]